# باسيك با كوبيو
باسيك با كوبيو (مواليد سنة 1957) (بالفرنسية: Bassek Ba Kobhio)‏ هو مخرج وكاتب كاميروني.

## مسيرته
ولد باسيك با كوبيو عام 1957 في مدينة نينجي. بدأ مهنته كاتبا، وفاز بجائزة القصة القصيرة عندما كان لا يزال في المدرسة الثانوية عام 1976.
أخرج أول فيلم روائي طويل سنة 1981 بعنوان (Sango Malo)، وهو اقتباس عن أحد روايته السابقة. يصور الفيلم مدرسًا جديدًا في مدرسة قروية يتسبب عدم اكتراثه بالعادات التقليدية في صراع مع مدير المدرسة وتعطيل حياة القرية. أظهر فيلمه الثاني (Le grand blanc de Lambaréné) سنة 1995 تعقيدات شخصية الطبيب الألماني ألبرت شفايتزر.
في عام 2003، تعاون مع ديدييه أوينانجاري في فيلم صمت الغابة، وهو مقتبس من رواية كتبها إتيان غوييميدي.

## روابط خارجية
- باسيك با كوبيو على موقع IMDb (الإنجليزية)
- باسيك با كوبيو على موقع ألو سيني (الفرنسية)
- باسيك با كوبيو على موقع أول موفي (الإنجليزية)
- باسيك با كوبيو على موقع قاعدة بيانات الأفلام السويدية (السويدية)
- باسيك با كوبيو على موقع قاعدة بيانات الفيلم (الإنجليزية)
- باسيك با كوبيو على موقع كينوبويسك (الروسية)